# さざなみ (護衛艦)
さざなみ（ローマ字：JS Sazanami, DD-113）は、海上自衛隊の護衛艦。たかなみ型護衛艦の4番艦。艦名は「漣」（微風等により水面に細かく小さな波が立つ）に由来し、この名を受け継ぐ日本の艦艇としては大日本帝国海軍の駆逐艦 雷型駆逐艦「漣」、吹雪型駆逐艦「漣」に続き3代目。
本記事は、本艦の艦歴について主に取り扱っているため、性能や装備等の概要についてはたかなみ型護衛艦を参照されたい。

## 艦歴

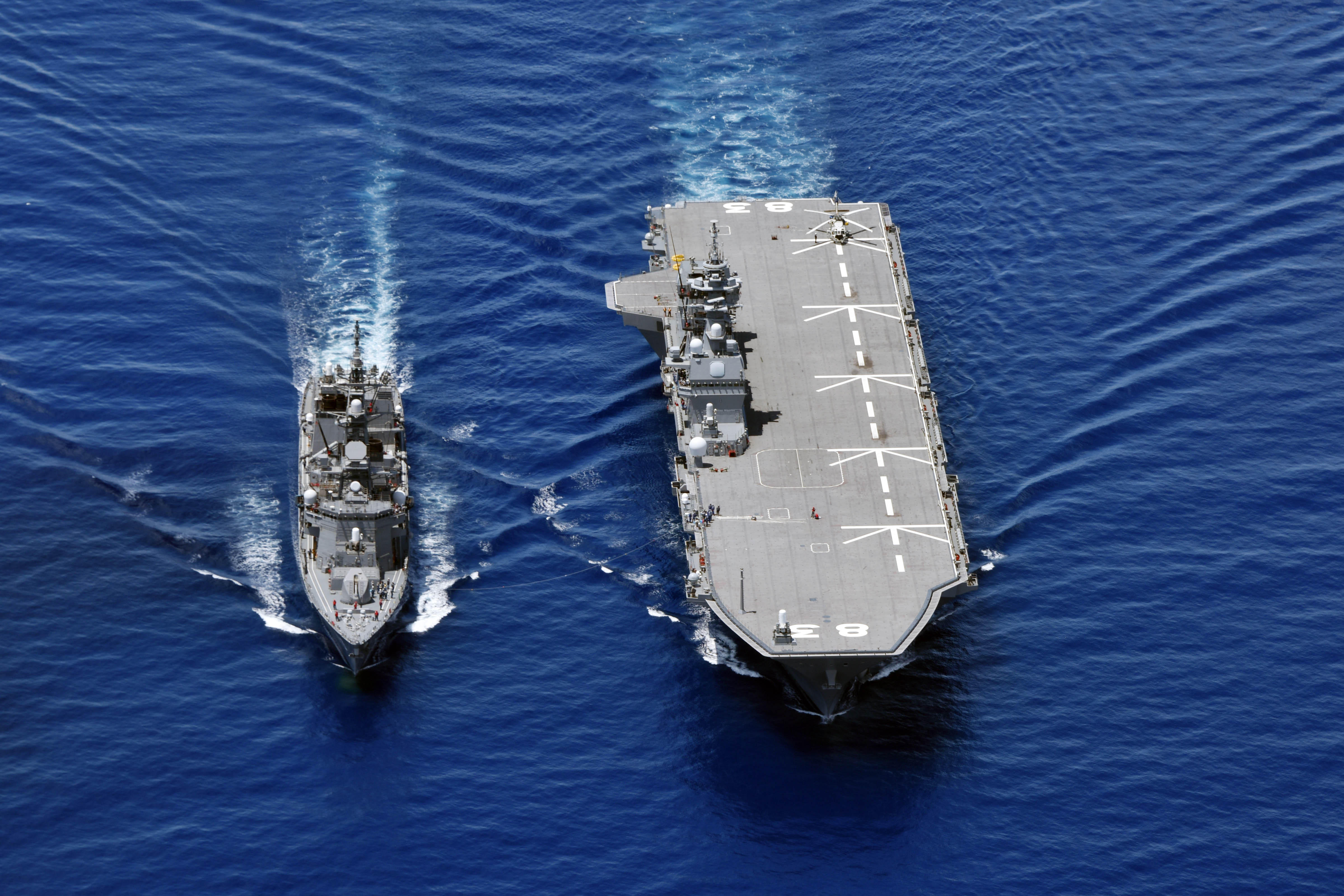
「いずも」と訓練中の「さざなみ」

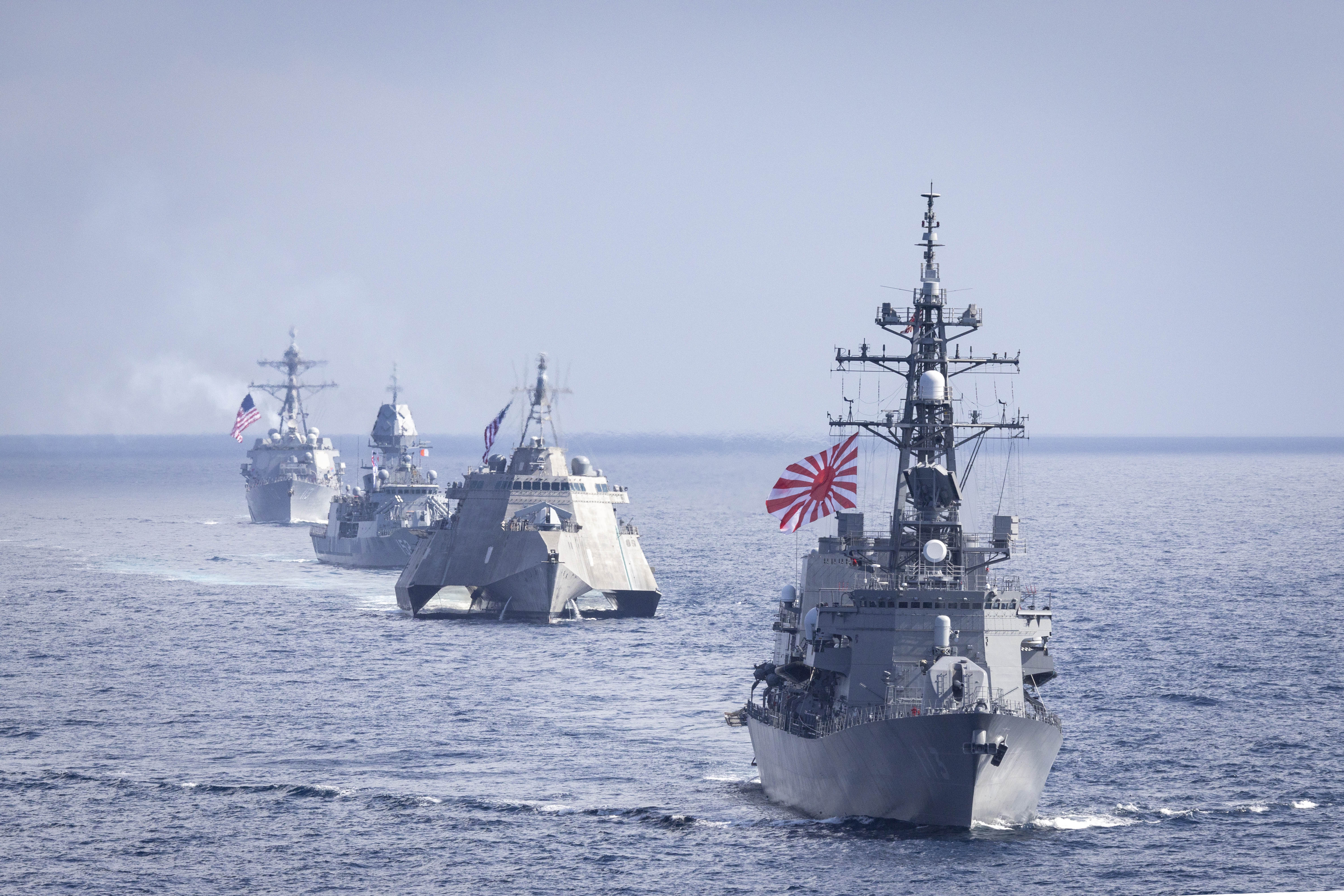
日米豪共同訓練を実施中の「さざなみ」

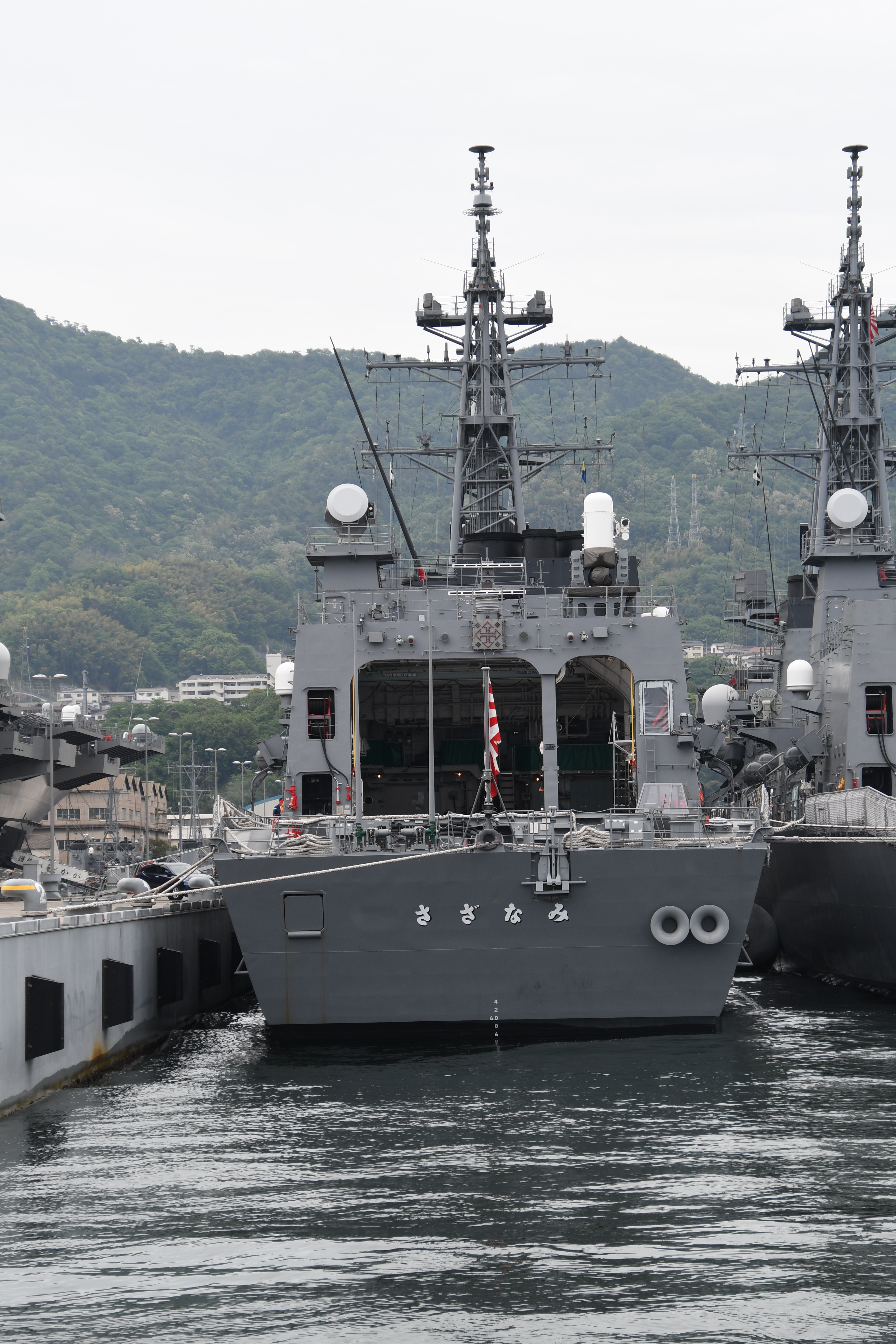
後方から

「さざなみ」は、中期防衛力整備計画に基づく平成12年度計画4,600トン型護衛艦2242号艦として、三菱重工業長崎造船所で2002年4月3日に起工され、2003年8月29日に進水、2005年2月16日に就役し、第4護衛隊群第8護衛隊に編入され呉に配備された。
2006年6月27日、テロ対策特別措置法に基づき、補給艦「ましゅう」とともにインド洋に派遣、同年11月まで任務に従事し、12月21日に帰国した。
2008年6月24日から6月28日まで、日中防衛交流の一環として中国・湛江に訪問した。これは戦後初の日本艦艇の訪中となる。同年5月の日中首脳会談での合意によるもので、中国側からも2007年11月に中国海軍の「深圳」が東京港晴海埠頭に訪問していた。
2008年、環太平洋合同演習（RIMPAC）に参加した。
2009年3月14日、ソマリア沖の海賊対策のために護衛艦「さみだれ」とともに第1次派遣海賊対処水上部隊を編成し呉を出航、約3週間後から護衛任務を開始する予定であったが、3月30日オマーンのサラーラ沖に到着した夕方から護衛活動を開始した。4月4日、警護対象外のシンガポール船籍タンカー「オーシャンアンバー」からの無線による救援要請を受け（船員法第14条適用）、4隻の不審船に接近してサーチライトの照射とLRADによりソマリ語で日本の海上自衛隊艦艇と名乗ると不審船は離れていった。なお海賊対策のための派遣に際し、12.7mm機関銃を4基搭載、舷側への防弾板増設も実施、艦載ヘリも2機搭載している。派遣期間中、計41回（121隻）の護衛活動を実施し、8月16日に帰国した。
2011年3月15日に第8次派遣海賊対処行動水上部隊として護衛艦「いなづま」とともにソマリア沖・アデン湾に向かい呉基地から出航、同年4月9日から7月15日までの間、28回の護衛を実施し同年8月11日帰国した。
2013年11月13日、第17次派遣海賊対処行動水上部隊として護衛艦「さみだれ」とともにソマリア沖へ向けて出航した。17次隊は、第151合同任務部隊（CTF-151）の活動に初めて参加し、ゾーンディフェンス等の任務を行い、2014年5月17日に帰国した。
2014年3月12日、編成替えにより、第4護衛隊群第4護衛隊に編入。
2017年5月2日、呉を出港し豊後水道を抜け、3日午前に四国沖の太平洋上で安全保障関連法に基づき「米艦防護」を実施中の護衛艦「いずも」と合流し、米海軍太平洋艦隊所属のルイス・アンド・クラーク級貨物弾薬補給艦「リチャード・E・バード」の防護に加わった。米艦防護は3日午後4時ごろ鹿児島県の奄美大島沖で終了した。その後、「いずも」及びアメリカのミサイル駆逐艦2隻とともに、南シナ海で5月7日から10日にかけて陣形・通信などの日米共同訓練を実施。5月15日にシンガポール共和国及び同国周辺海空域で実施されるシンガポール海軍主催国際観艦式及び多国間洋上訓練に参加し、同月20日には医療活動などを通じて各国が交流を深める米軍主導の「パシフィック・パートナーシップ」の一環としてベトナム・カムラン湾に寄港した。7月10日から17日までインド（チェンナイ） 及びインド東方海域で実施された日米印共同訓練（マラバール2017）に参加。
同年9月11日から28日には日本列島南方海域で、空母「ロナルド・レーガン」やイージス艦からなるアメリカ艦隊との共同訓練を実施（僚艦「いせ」「あけぼの」と約一週間ごとに交代）。
2018年8月16日から10月10日までオーストラリア連邦ダーウィン周辺海空域において実施される豪州海軍主催多国間共同訓練（カカドゥ2018）に参加する。8月24日から31日までグアムからダーウィンに至る海空域において豪州海軍フリゲート「メルボルン」、カナダ海軍フリゲート「カルガリー」、補給艦「アステリクス」、ニュージーランド海軍フリゲート「テ・マナ」と日豪加新共同巡航訓練を実施した。 
同年9月25日から同年9月27日まで、ソロモン諸島のホニアラ港に寄港し、親善行事などを実施した。表敬、慰霊碑献花、遺骨引渡式などが実施された。
2019年7月28日、第34次派遣海賊対処行動水上部隊としてソマリア沖・アデン湾へ向けて出航し、同年12月まで任務に従事。その帰国途上にはオマーン海軍、インド海軍、タイ海軍と親善訓練等を実施し、2020年1月25日に呉に帰港する。
2023年4月10日から4月23日にかけて、中国海軍の空母艦隊が日本付近の太平洋で行動したことに対し、海上自衛隊第3護衛隊「ふゆづき」、第5護衛隊「あけぼの」、第14護衛隊「あさぎり」と共に所要の情報収集・警戒監視を行った。艦隊の編成は、空母山東を中核としてレンハイ級駆逐艦、ルーヤンIII級駆逐艦、ジャンカイII級フリゲート、フチ級補給艦など最大6隻であり、23日までに確認した空母およびヘリコプター搭載艦艇からの各種航空機発着艦回数は、約610回であった。このうち、空母艦載戦闘機の発着艦に対しては、航空自衛隊の戦闘機がスクランブル発進して対応した。
同年11月20日及び21日、関東南方から四国南方においてP-1哨戒機、潜水艦、オーストラリア海軍駆逐艦「ブリスベン」、補給艦「ストルワート」、オーストラリア空軍P-8Aとともに日豪共同訓練（トライデント23‐2）を実施した。訓練項目は各種戦術訓練（対潜戦、対水上戦、LINKEX等）、PHOTOEX。
2024年2月1日、第47次派遣海賊対処行動水上部隊（中東地域における情報収集活動兼務）としてソマリア沖・アデン湾に向けて呉基地から出港した。その進出途上の2月7日・8日、南シナ海訓練海空域において、米海軍駆逐艦「ジョン・フィン」 、沿海域戦闘艦「ガブリエル・ギフォーズ」、オーストラリア海軍フリゲート「ワラマンガ」と日米豪共同訓練を実施した。同年2月13日、アンダマン海においてマレーシア海軍フリゲート「ジェバット」と日マレーシア共同訓練を実施した。同月17日及び18日にはベンガル湾において米海軍駆逐艦「ハルゼー」、オーストラリア海軍フリゲート「ワラマンガ」と日米豪共同訓練を実施した。また、2月19日から27日にかけて、ビシャカパトナム及び同周辺海空域において実施されるインド海軍主催多国間共同訓練（MILAN2024）に参加する。停泊フェーズと洋上フェーズが実施され、洋上フェーズでは各種戦術訓練（対潜戦、対空戦、対水上射撃、対空射撃等）が実施された。同年3月11日、バーレーン沖においてバーレーン王国海軍哨戒艇「アル・ムハッラク」と日バーレーン親善訓練を実施した。本訓練は、バーレーン王国軍と自衛隊の間における初の親善訓練となる。
同年7月2日にもバーレーン沖において「アル・ムハラック」と日バーレーン親善訓練を実施した。
同年7月31日、ムアラ沖周辺においてブルネイ海軍哨戒艦「ダルエーサン」と日ブルネイ親善訓練を実施した。また、8月2日には南シナ海においてフィリピン海軍フリゲート「ホセ・リサール」と日フィリピン共同訓練を実施した。同年8月9日、呉基地に帰港。
同年9月25日、本艦は自衛隊発足以来、初めて台湾海峡を通過した。同日午前に台湾海峡の東シナ海側から南に向かって航行し、十数時間をかけて同日夜に通峡を完了した。26日から南シナ海で行われる多国間訓練に参加するための移動で、オーストラリアやニュージーランドの海軍艦艇も台湾海峡を通峡した。9月28日、南シナ海において米海軍駆逐艦「ハワード」、豪海軍駆逐艦「シドニー」、豪空軍P‐8A、フィリピン海軍フリゲート「アントニオ・ルナ」、哨戒艦「エミリオ・ハシント」、ニュージーランド海軍補給艦「アオテアロア」とともに日米豪比新5か国による海上協同活動（Maritime Cooperative Activity）として、日米豪比新共同訓練を実施した。 
現在、第4護衛隊群第4護衛隊に所属し、定係港は呉である。

### 歴代艦長
| 代 | 氏名     | 在任期間              | 出身校・期 | 前職                              | 後職                              | 備考                 |
| -- | -------- | --------------------- | ---------- | --------------------------------- | --------------------------------- | -------------------- |
| 01 | 大塚嘉徳 | 2005.2.16 - 2006.4.2  |            | さざなみ艤装員長                  | 横須賀海上訓練指導隊 船務航海科長 |                      |
| 02 | 高森安生 | 2006.4.3 - 2008.3.25  | 防大23期   | 大湊地方総監部 管理部援護業務課長 | ときわ艦長                        |                      |
| 03 | 溝江和彦 | 2008.3.26 - 2010.3.24 | 防大28期   | 佐世保地方総監部 管理部人事課長   | あしがら艦長                      | 2009.7.1 1等海佐昇任 |
| 04 | 中村正三 | 2010.3.25 - 2012.3.25 | 防大32期   | とね艦長                          | 海上自衛隊第1術科学校教官         |                      |
| 05 | 小出 渚  | 2012.3.26 - 2013.7.31 |            | わかさ艦長                        | 海上自衛隊第1術科学校             |                      |
| 06 | 林 泰弘  | 2013.8.1 - 2015.4.9   | 防大30期   | 護衛艦隊司令部                    | 呉海上訓練指導隊副長 兼 指導部長  |                      |
| 07 | 池田正人 | 2015.4.10 - 2016.8.7  | 防大34期   | 第3ミサイル艇隊司令               | 護衛艦隊司令部付                  |                      |
| 08 | 奥村博隆 | 2016.8.8 - 2017.8.31  | 防大36期   | 海上自衛隊第1術科学校主任教官     | 大湊海上訓練指導隊副長            |                      |
| 09 | 小林卓雄 | 2017.9.1 - 2018.7.3   | 防大44期   | 第1護衛隊群司令部幕僚             | 海上幕僚監部先任副官              |                      |
| 10 | 石川将司 | 2018.7.4 - 2020.3.31  |            | 自衛艦隊司令部 兼 護衛艦隊司令部  | 自衛艦隊司令部 兼 護衛艦隊司令部  |                      |
| 11 | 大島秀基 | 2020.4.1 - 2021.3.31  |            | ときわ副長                        | 大湊地方総監部防衛部              |                      |
| 12 | 中島淳太 | 2021.4.1 - 2022.3.13  | 防大48期   | 第1護衛隊群司令部幕僚             | 海上幕僚監部人事教育部補任課      |                      |
| 13 | 井上大輔 | 2022.3.14 - 2023.3.0  |            | 第2護衛隊群司令部幕僚             |                                   |                      |
| 14 | 中村雅也 | 2023.3.0 - 2024.1.0   |            |                                   |                                   |                      |
| 15 | 伴 昌幸  | 2024.1.0 -            |            |                                   |                                   |                      |
| 16 | 新保洋平 | 2025.0 -              |            |                                   |                                   |                      |